# Makoto Kitano
Makoto Kitano (北野 誠 Kitano Makoto?, nacido el 17 de julio de 1967 en Kagawa) es un exfutbolista japonés que se desempeñaba como delantero y entrenador.

## Clubes

### Como futbolista
| Club               | País  | Año         |
| ------------------ | ----- | ----------- |
| Hitachi            | Japón | 1986 - 1992 |
| Kyoto Purple Sanga | Japón | 1993 - 1995 |

### Como entrenador
| Club              | País  | Año    |
| ----------------- | ----- | ------ |
| Roasso Kumamoto   | Japón | 2009   |
| Kamatamare Sanuki | Japón | 2010 - |